# Präriefalk
Präriefalk (Falco mexicanus) är en huvudsakligen nordamerikansk fågel i familjen falkar inom ordningen falkfåglar.

## Utseende och läten
Präriefalken är en stor (37–47 cm) falk, i formen lik pilgrimsfalken men har något rundare vingar och längre stjärt. Typiskt är sandbrun ovansida med kontrasterande mörka flanker och undre vingtäckare. Ving- och stjärtpennor är ljusa. Karakteristiskt är också en vit fläck bakom ögat, vilket pilgrimsfalken saknar. Flykten är ofta snabb och låg. Lätet är ett gläfsande "kik-kik-kik", likt pilgrimsfalken men ljusare.

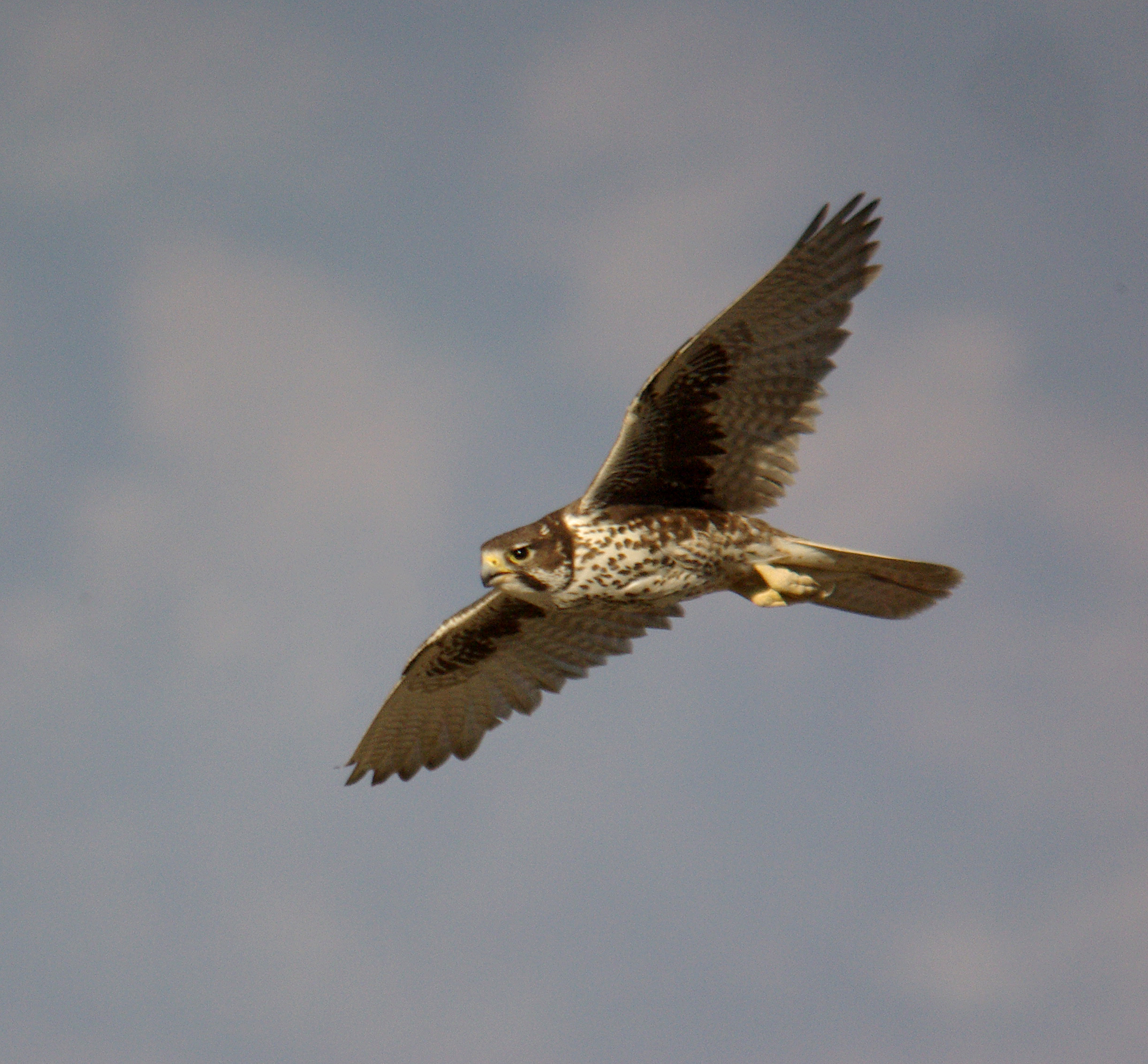
Präriefalk i flykten fotograferad i Kalifornien. Notera de mörka undre vingtäckarna.

## Utbredning och systematik
Fågeln förekommer i torra områden från centrala British Columbia till södra Saskatchewan i Kanada söderut genom västra USA (i öster till Arizona och västra Texas) till norra Mexiko. Vintertid ses den något längre österut och söderut. Den behandlas som monotypisk, det vill säga att den inte delas in i några underarter.

## Levnadssätt
Präriefalken hittas i öppna gräsmarker, öknar och torra jordbruksområden. Den jagar från sittplats, från låg spanflykt eller från högt uppe i luften. Födan består huvudsakligen av däggdjur, framför allt sislar (Citellus, Spermophilus), men även fåglar. Den häckar på klipphyllor från mars till juli, varierande efter höjd över havet och breddgrad.

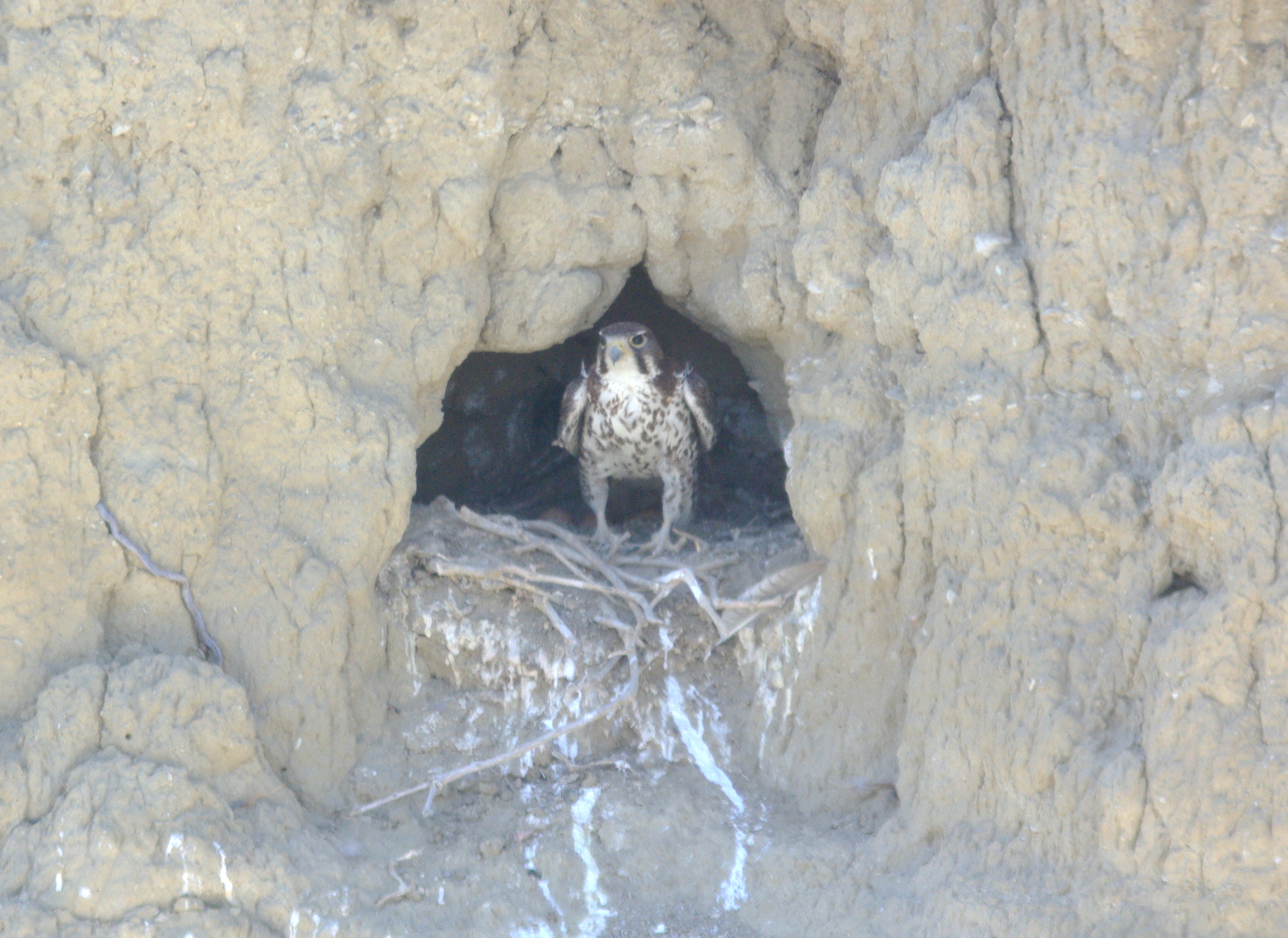
Präriefalk vid sitt bo.

## Status och hot
Arten har ett stort utbredningsområde och tros öka i antal. Utifrån dessa kriterier kategoriserar internationella naturvårdsunionen IUCN arten som livskraftig (LC).

## Präriefalken och människan
Fågeln är vanligen använd i falkenering.